# La Rouxière
La Rouxière ist eine Ortschaft und eine Commune déléguée in der französischen Gemeinde Loireauxence mit 1.166 Einwohnern (Stand 1. Januar 2022) im Département Loire-Atlantique in der Region Pays de la Loire.
Seit dem 1. Januar 2016 ist die Gemeinde La Rouxière gemeinsam mit den früheren Gemeinden Belligné, La Chapelle-Saint-Sauveur und Varades Teil der Commune nouvelle Loireauxence. Sie gehörte zum Arrondissement Ancenis und zum Kanton Ancenis.

## Bevölkerungsentwicklung
| Jahr      | 1962 | 1968 | 1975 | 1982 | 1990 | 1999 | 2009 |
| Einwohner | 977  | 962  | 840  | 804  | 773  | 877  | 985  |

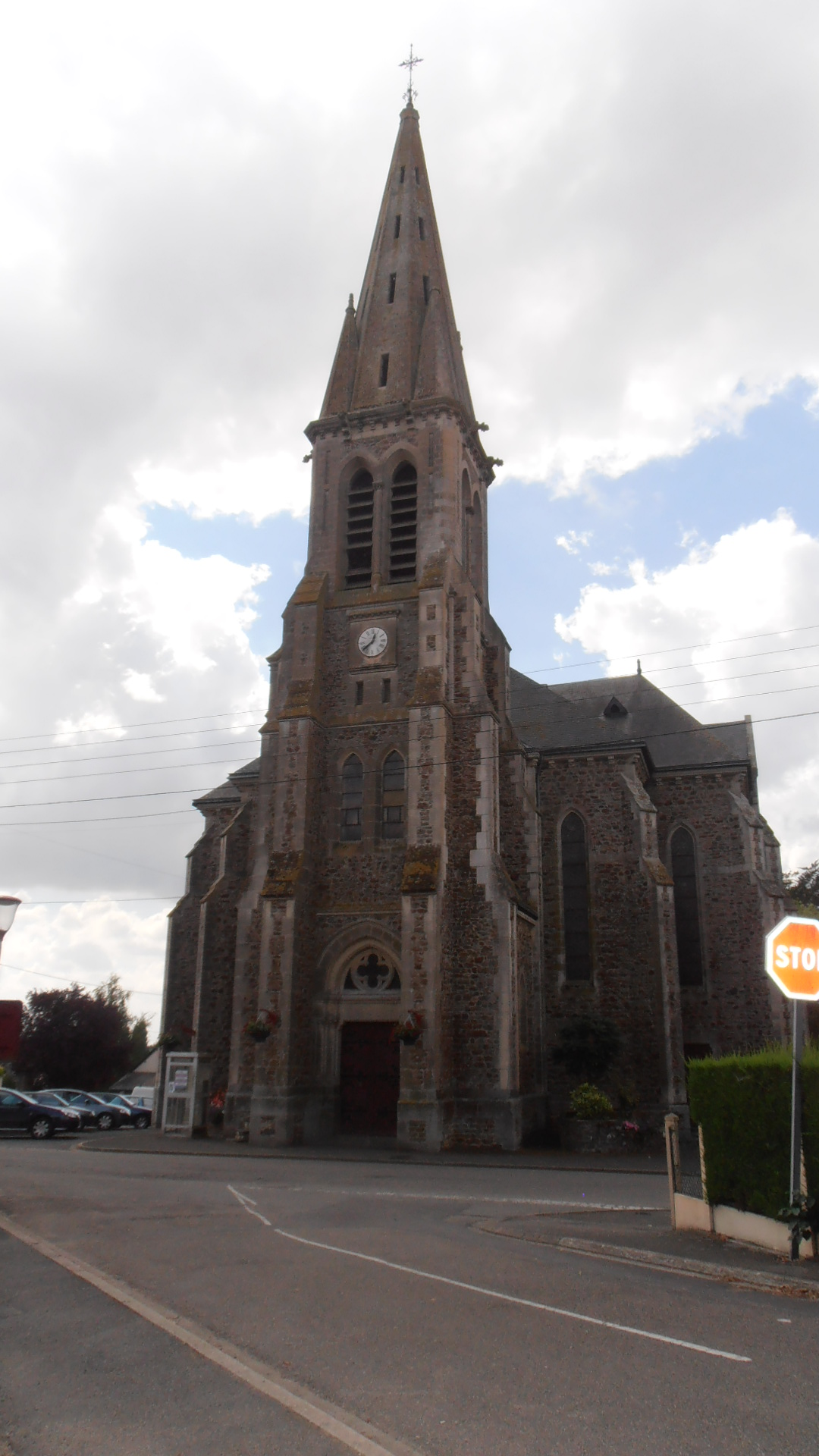
Kirche Saint-Hermeland
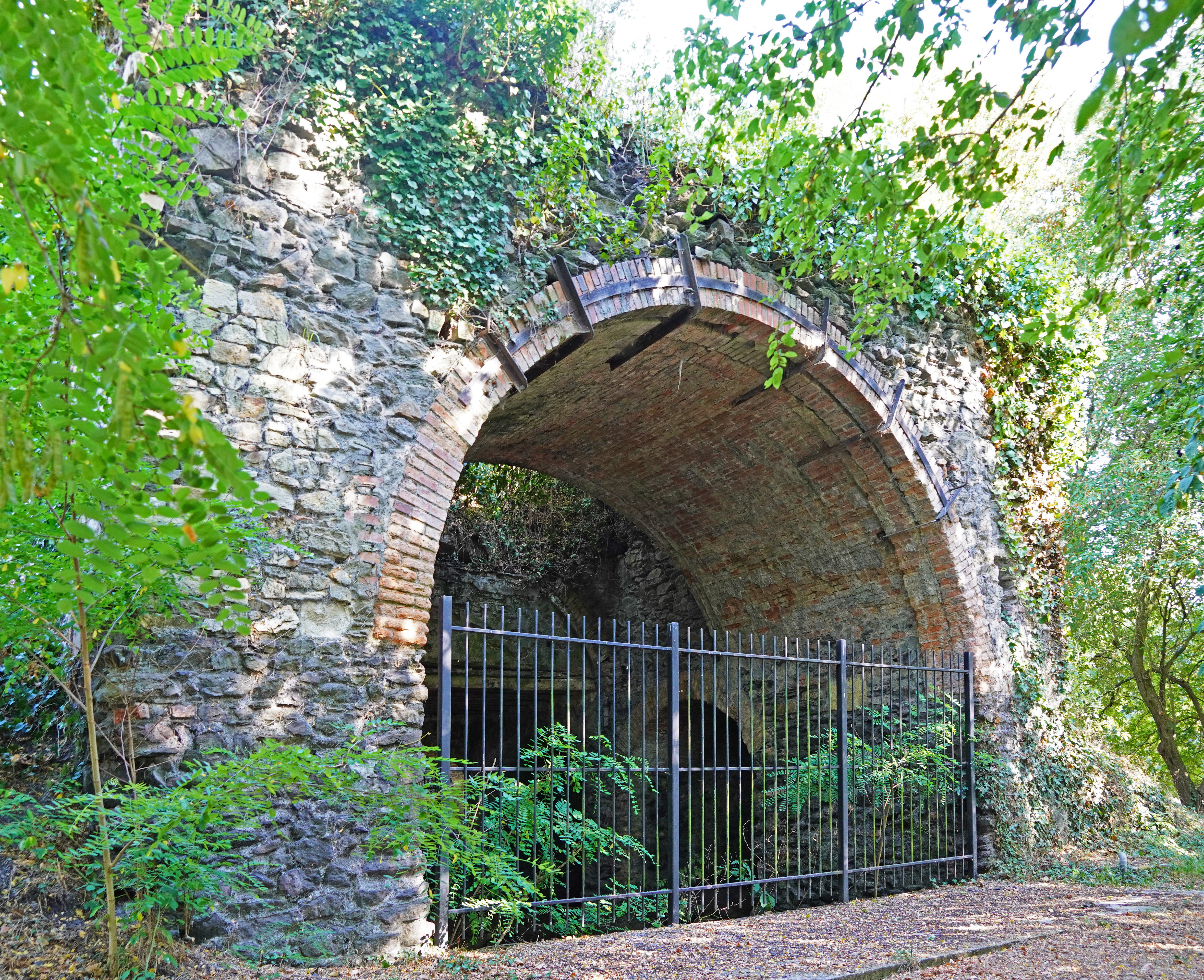
Eingang zur ehemaligen Kohlemine